# Бедаррид (кантон)
Бедаррид (фр. Bédarrides) — кантон во Франции, находится в регионе Прованс — Альпы — Лазурный Берег. Департамент кантона — Воклюз. Входит в состав округа Авиньон. Население кантона на 2006 год составляло 38473 человека.				
Код INSEE кантона — 84 05. Всего в кантон Брие входят 4 коммуны, из них главной коммуной является Бедаррид.

## Коммуны кантона
| Коммуна  | Население | Почтовый индекс | Код INSEE |
| -------- | --------- | --------------- | --------- |
| Бедаррид | 5110      | 84370           | 84016     |
| Куртезон | 5364      | 84350           | 84039     |
| Сорг     | 17.539    | 84700           | 84129     |
| Веден    | 8673      | 84270           | 84141     |